# Dennis Murillo
Dennis Murillo Skrzypiec còn được biết với tên đơn giản Dennis Murillo (sinh ngày 28 tháng 4 năm 1992) là một cầu thủ bóng đá người Brasil thi đấu cho PTT Rayong ở Thai League 2.